# Scelidocteus berlandi
Espèce
Scelidocteus berlandi est une espèce d'araignées aranéomorphes de la famille des Palpimanidae.

## Distribution
Cette espèce est endémique du Congo-Kinshasa.

## Description
Le mâle mesure 4,5 mm et les femelles de 6 à 7,5 mm.

## Étymologie
Cette espèce est nommée en l'honneur de Lucien Berland.

## Publication originale
- Lessert, 1930 : Araignées du Congo recueillies au cours de l'expédition par l'Amercan Museum (1909-1915). Quatrième et dernière partie. Revue Suisse de Zoologie, vol. 37, p. 613-672 (texte intégral).